# Haig Point Range Lights
Die Haig Point Range Lights waren Ober- und Unterfeuer am Calibogue Sound am nordöstlichen Ende von Daufuskie Island im Beaufort County, South Carolina in den Vereinigten Staaten. Die beiden Leuchtfeuer wurden 1873 erbaut und waren als Navigationshilfen bis 1924 in Betrieb. Der Leuchtturm des Oberfeuers wurde später restauriert und ist das Gästehaus des Haig Point Club; er dient heute der Schifffahrt als private Navigationshilfe.

## Geographie
Calibogue Sound liegt zwischen Daufuskie Island und Hilton Head Island. Er verbindet den Atlantic Intracoastal Waterway und die Harbour Town Marina mit dem offenen Atlantischen Ozean.

## Geschichte
1871 bewilligte der Kongress der Vereinigten Staaten zwei Paare Ober- und Unterfeuer auf Daufuskie Island, das zweite Paar waren die Bloody Point Range Lights am Südende der Insel. Das Land an Haig Pont wurde 1872 erworben und die Haig Point Range Lights wurden 1873 in Betrieb genommen. Zwar geben die meisten Quellen an, dass die Anlage 1924 deaktiviert wurde, gehen andere davon aus, dass die Abschaltung schon 1922 oder erst 1934 oder 1938  erfolgte.

## Rear Range Light (Oberfeuer)
Das Oberfeuer wurde von James H. Reed entworfen und besteht aus einem quadratischen Turm, der auf das zweistöckige, aus Holz gebaute Wohnhaus des Leuchtturmwärters im viktorianischen Stil aufgesetzt ist. Das Fundament des Hauses bildet das aus Tabby, einer Mischung aus Kalk, Sand und zerstoßenen Austernschalen, gefertigte Fundament eines alten Plantagenhauses. Das Haus des Leuchtturmwärters und der Turm sind weiß gestrichen, das Dach über dem Laternenraum ist rot. Ursprünglich war eine fünffache Fresnel-Linse vorhanden, die mit einer Öllampe betrieben wurde, doch wurde diese später durch elektrisches Licht ersetzt. Außer dem Haus des Leuchtturmwärters gab es ein Nebengebäude und die 22.700 Liter fassende Zisterne für Trinkwasser. Bis 1924 war die Station bemannt. 1925 wurde das Haus des Leuchtturmwärters verkauft. Es wechselte mehrfach den Besitzer und wurde nicht mehr instand gehalten. 1984 erwarb es die International Paper Realty Corporation, die mit der Restaurierung begann. Das Nebengebäude und die Zisterne sind noch erhalten. Nach etwa sechs Jahrzehnten der Inaktivität, wurde 1986 das Oberfeuer als private Navigationshilfe für die Schifffahrt wieder in Betrieb genommen. Das weiße Blinklicht wird durch eine akrylische Linse verstärkt. Es wird durch Solarzellen und Batterien betrieben.
Die Anlage ist Contributing Property des in das National Register of Historic Places aufgenommenen Daufuskie Island Historic District.

## Front Range Light (Unterfeuer)

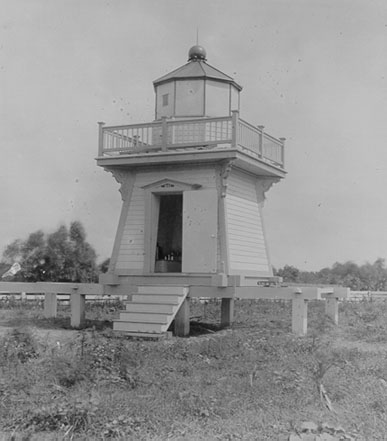
Haig Point Front Range Light, 1885

Das Unterfeuer war eine hölzerne Konstruktion mit einer Lampe. Es befand sich etwa 800 m südlich des Oberfeuers. Das Bauwerk war aber nicht fest mit seinem Standort verbunden, sondern die Konstruktion konnte versetzt werden, um auf Verschiebungen des Fahrwassers zu reagieren. Das Schicksal des Unterfeuers nach der Schließung der Station ist unbekannt.